# 하모나이즈
하모나이즈는 대한민국의 음악 그룹이다.

## 방송
- 싱포골드 (2022) - 준우승

## 음반
- Christmas Time Again (2015)
- 눈꽃길 (2019)
- Sun Will Rise (2021)
- 싱포골드 Part2 (2022)
- 싱포골드 Part9 (2022)

## 수상
- 제10회 월드콰이어게임 팝 앙상블 부문 금메달 (2018)
- 제10회 월드콰이어게임 쇼콰이어 부문 금메달 (2018)
- 제10회 월드콰이어게임 그랑프리 (2018)
- 제9회 월드콰이어게임 팝 앙상블 부문 금메달 (2016)
- 제9회 월드콰이어게임 쇼콰이어 부문 금메달 (2016)
- 제9회 월드콰이어게임 그랑프리 (2016)

## 피처링
- 한윤미 <꽃잎지네> (2022)
- 한경미 <오 신실하신 주> (2022)